# Marquesado de Fregenal
El marquesado de Fregenal es un título nobiliario español, creado el 24 de febrero de 1668, con la denominación de marquesado de Torre de Almendralejo, luego cambiada el 3 de julio de 1668 por la denominación de marquesado de Fregenal de la Sierra, por la reina Mariana de Austria, regente del rey Carlos II de España, para el portugués Francisco Hurtado de Mendoza.

## Denominación
La denominación original y primera, dada por Carlos II de España el 24 de febrero de 1668 de este título, fue marquesado de Torre de Almendralejo, haciendo referencia a la torre de Almendralejo, en la provincia de Badajoz. Fue cambiada esta denominación el 3 de julio de 1668 por marquesado de Fregenal de la Sierra, en la misma provincia. La denominación fue cambiada en 1915 a la actual denominación de marquesado de Fregenal.

## Marqueses de Torre de Almendralejo/Fregenal de la Sierra/Fregenal
|                                     | Titular                            | Periodo                            |
| Creación por Carlos II              | Creación por Carlos II             | Creación por Carlos II             |
| Marqueses de Torre de Almendralejo  | Marqueses de Torre de Almendralejo | Marqueses de Torre de Almendralejo |
| ----------------------------------- | ---------------------------------- | ---------------------------------- |
| I                                   | Francisco Hurtado de Mendoza       | 1668-1668                          |
| Marqueses de Fregenal de la Sierra  |                                    |                                    |
| Denominación de Carlos II           |                                    |                                    |
| I                                   | Francisco Hurtado de Mendoza       | 1668-d. 1673                       |
| Rehabilitación por Alfonso XIII     |                                    |                                    |
| Marqueses de Fregenal               |                                    |                                    |
| Denominación de Alfonso XIII        |                                    |                                    |
| II                                  | Gabriel de Mazarredo y Tamarit     | 1915-1935                          |
| Rehabilitación por Francisco Franco |                                    |                                    |
| III                                 | Mariano de Mazarredo y Pons        | 1964-1964                          |
| IV                                  | Gabriel de Mazarredo y Chapa       | 1965-1998                          |
| V                                   | Gabriel de Mazarredo y Aznar       | 2000-actual titular                |

## Historia de los marqueses de Torre de Almendralejo/Fregenal de la Sierra/Fregenal

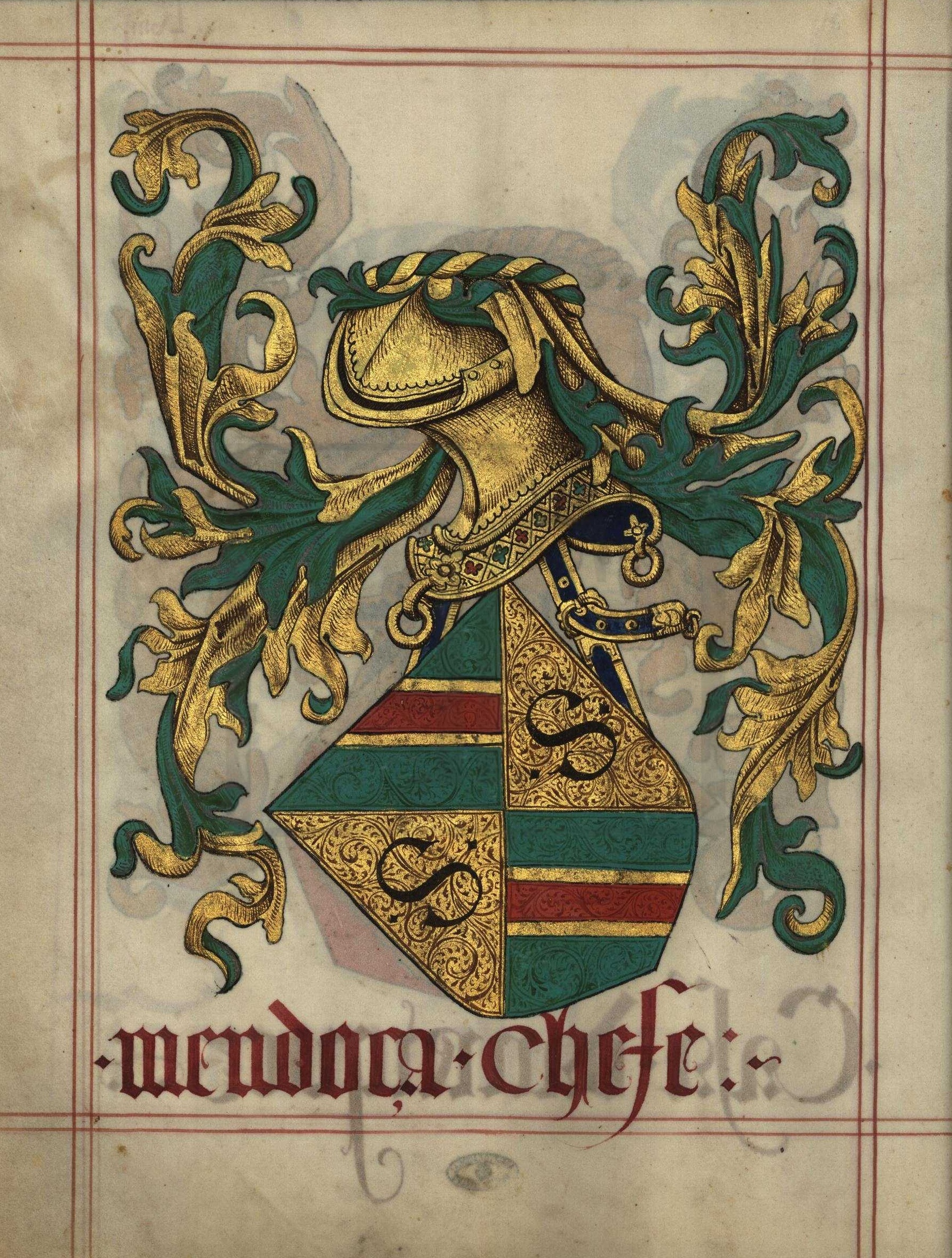
Armas de los de Mendonça de Portugal, en el Livro do Armeiro-Mor (1509), fl 59^{v}.

- Francisco Hurtado de Mendoza,[1][2] en portugués Francisco de Mendonça Furtado (1620-d. 1673), creado I marqués de Torre de Almendralejo luego I marqués de Fregenal de la Sierra el 24 de febrero de 1668, VI y último alcaide mayor del castillo de Mourão en su familia, alcaide mayor del castillo de Santiago do Cacém, caballero y comendador de San Vicente de Vila Franca de Xira y comendador de San Pedro de Pinhel en la Orden de Santiago de Portugal, gobernador y capitán general de Mazagán, en el norte de África, gobernador de las armas de Castelo Branco, todos cargos en Portugal. Fue cabeza de la conspiración de 1673, que intentaba reponer a Alfonso VI de Portugal en el trono que había sido usurpado por su hermano el infante Pedro, príncipe regente de Portugal. Fue sentenciado a la muerte y confiscados sus bienes. Consiguió huir para España, donde vivió hasta su fallecimiento ejerciendo el cargo de regidor de Fregenal de la Sierra, muy cerca de su tía paterna y del esposo de esta, el XI señor de la Higuera de Vargas. Hijo primogénito de Pedro de Mendonça Furtado, V alcaide mayor del castillo de Mourão en su familia, etc, y de su primera esposa Catarina de Melo o de Meneses.

:: Casado con su pariente Isabel de Melo, hija de Francisco de Melo, montero mayor del Reino de Portugal, y de su esposa Luísa de Mendonça, sin descendencia. Tuvo una hija bastarda con su pariente Maria de Melo, hija de Paulo de Moura y de su esposa Brites de Melo, de nombre Maior de Mendonça, casada con João de Almada e Melo, señor de Vila Nova de Souto de El-Rei, caballero de la Orden de Santiago, alcaide mayor del castillo de Palmela, comisario de caballería de la Beira, con descendencia.[cita requerida] Le sucedió: 
Rehabilitado en 1915 por:
- Gabriel de Mazarredo y Tamarit (m. Valencia, 1 de marzo de 1935),[3] II marqués de Fregenal el 16 de octubre de 1915,[4][5][1] hijo de Mariano de Mazarredo y Urdaybay y de su esposa María del Carmen Tamarit y Vives, nieto paterno de Lope de Mazarredo y Gómez de la Torre y de su esposa María Josefa de Urdaybay y Hurtado de Mendoza, descendiente materna de la casa de Cañete, y nieto materno de José María Tamarit y Pastor, V marqués de San Joaquín y Pastor, y de su esposa Josefa Vives y Azpiroz.[5] Fue quién, después de mucho tiempo en desuso, solicitó la rehabilitación en 1915 del título de marqués de Torre de Almendralejo, y se le concedió, pero con la denominación de marqués de Fregenal.[2] Esta nueva denominación es la que se ha mantenido vigente hasta nuestros días.

Casado con Joaquina Pons y Forés. Le sucedió su hijo:
Rehabilitado en 1964 por:
- Mariano de Mazarredo y Pons (m. Madrid, 27 de abril de 1964),[6] III marqués de Fregenal[5][1] desde el 11 de febrero de 1964[7]

Se casó el 24 de septiembre de 1919 con Celia Chapa y Arisqueta (m. Madrid, 30 de octubre de 1989). Le sucedió su hijo:
- Gabriel de Mazarredo y Chapa (m. Madrid, 18 de diciembre de 1998),[8] IV marqués de Fregenal[5] el 25 de mayo de 1965.[9]

Casado con María del Rosario Aznar y Ardois. Le sucedió el 11 de julio de 2000 su hijo:
- Gabriel de Mazarredo y Aznar, V y actual marqués de Fregenal el 12 de agosto de 2000.[1][5][10]